# Liste der Mitglieder des Provinziallandtags der Provinz Hessen-Nassau (1933)
Diese Liste nennt die Mitglieder des Provinziallandtags der Provinz Hessen-Nassau im April 1933.

## Allgemeines
Am 17. November 1929 wurde letztmals ein Provinziallandtag der Provinz Hessen-Nassau demokratisch gewählt. Die Wahlergebnisse finden sich unter Provinziallandtag der Provinz Hessen-Nassau#Wahlergebnisse. Er setzte sich aus den Mitgliedern des Kurhessischen Kommunallandtags (Regierungsbezirks Kassel) und den Mitgliedern des Nassauischen Kommunallandtags (Regierungsbezirks Wiesbaden) zusammen. Mit dem Vorläufigen Gesetz zur Gleichschaltung der Länder mit dem Reich vom 31. März 1933 (Ermächtigungsgesetz) wurde der Provinziallandtag aufgelöst und entsprechend den Mehrheitsverhältnissen der Reichstagswahl März 1933 im jeweiligen Land neu zusammengesetzt, wobei die Mandate der KPD verfielen. Der so gebildete Provinziallandtag trat als 22. Provinziallandtages der Provinz Hessen-Nassau am 10. und 11. April 1933 erst- und letztmals zusammen.
| Partei                      | Sitze Kurhessen | Sitze Nassau | Summe der Sitze |
| --------------------------- | --------------- | ------------ | --------------- |
| NSDAP                       | 23              | 27           | 50              |
| SPD                         | 9               | 10           | 19              |
| Zentrum                     | 5               | 10           | 15              |
| KPD                         | 3               | 4            | 7               |
| Kampffront Schwarz-Weiß-Rot | 3               | 4            | 7               |

## Liste
| Regierungsbezirk | Abgeordneter                | Partei                                 | Stand                                                      | Wahlbezirk                                   | Anmerkung                                                               |
| ---------------- | --------------------------- | -------------------------------------- | ---------------------------------------------------------- | -------------------------------------------- | ----------------------------------------------------------------------- |
| Wiesbaden        | NSDAP                       | Andreas Bang                           | Landwirt                                                   | Oberlahn                                     |                                                                         |
| Wiesbaden        | NSDAP                       | Fritz Bernotat                         | Landesobersekretär                                         | Wiesbaden                                    |                                                                         |
| Kassel           | NSDAP                       | Martin Böhmecke                        | Landwirt                                                   | Korbach-Arolsen-Wildungen                    |                                                                         |
| Kassel           | NSDAP                       | Rudolf Braun                           | Apotheker, Chemiker                                        | Melsungen                                    |                                                                         |
| Kassel           | NSDAP                       | Hans Burkhardt                         | Tierarzt                                                   | Kreis Herrschaft Schmalkalden                | Vorsitzender des Provinziallandtags                                     |
| Wiesbaden        | NSDAP                       | Adolf Clos                             | Landwirt                                                   | St. Goarshausen                              |                                                                         |
| Kassel           | NSDAP                       | Konrad Elmshäuser                      | Landwirt                                                   | Marburg-Stadt und -Land                      |                                                                         |
| Kassel           | NSDAP                       | Richard Exner                          | Oberpostinspektor                                          | Kassel-Land                                  | Legte sein Mandat nieder. Nachrücker war Karl Adam                      |
| Kassel           | NSDAP                       | Karl Adam                              | Feinmechaniker                                             | Kassel-Land                                  | Nachrücker für Richard Exner                                            |
| Wiesbaden        | NSDAP                       | Willibald Faber                        | Oberstleutnant a. D.                                       | Frankfurt am Main                            |                                                                         |
| Wiesbaden        | NSDAP                       | Oskar Fischer                          | Kassierer                                                  | Dillenburg                                   |                                                                         |
| Kassel           | NSDAP                       | Roland Freisler                        | Rechtsanwalt                                               | Kassel-Stadt                                 | Legte sein Mandat nieder. Nachrücker war Karl Adam                      |
| Kassel           | NSDAP                       | Kurt Fröhlich                          | Oberpostsekretär                                           | Kassel-Stadt                                 |                                                                         |
| Wiesbaden        | NSDAP                       | Karl Fröhlich                          | Landwirt, Weißbinder                                       | Schlüchtern                                  |                                                                         |
| Wiesbaden        | NSDAP                       | Adalbert Gimpel                        | Postschaffner                                              | Frankfurt am Main                            |                                                                         |
| Kassel           | NSDAP                       | Julius Goebel                          | Küfer                                                      | Witzenhausen                                 |                                                                         |
| Wiesbaden        | NSDAP                       | Günther Gräntz                         | Handlungsgehilfe                                           | Frankfurt am Main                            |                                                                         |
| Wiesbaden        | NSDAP                       | Heinz Grillo                           | Rittmeister a. D.                                          | Wetzlar                                      |                                                                         |
| Wiesbaden        | NSDAP                       | Wilhelm Haus                           | Vorarbeiter                                                | Wetzlar                                      |                                                                         |
| Wiesbaden        | NSDAP                       | Willi Herbert                          | Friseur                                                    | Frankfurt am Main                            |                                                                         |
| Kassel           | NSDAP                       | Peter Hergert                          | Holzarbeiter                                               | Fritzlar-Homberg                             |                                                                         |
| Wiesbaden        | NSDAP                       | Hans Herrchen                          | Postmeister                                                | Main-Taunus                                  | Schriftführer                                                           |
| Wiesbaden        | NSDAP                       | Willi Hollenders                       | Gastwirt, Kaufmann                                         | Wiesbaden                                    |                                                                         |
| Wiesbaden        | NSDAP                       | Wilhelm Kausemann                      | Kaufmann                                                   | Gelnhausen                                   | Legte sein Mandat nieder. Nachrücker war Johannes Schmidt               |
| Wiesbaden        | NSDAP                       | Johannes Schmidt                       | Landwirt                                                   | Gelnhausen                                   | Nachrücker für Wilhelm Kausemann                                        |
| Kassel           | NSDAP                       | Georg Keller                           | Landwirt                                                   | Ziegenhain                                   | Legte sein Mandat nieder. Nachrücker war Oskar Kuhlgatz                 |
| Kassel           | NSDAP                       | Oskar Kuhlgatz                         | Oberförster                                                | Ziegenhain                                   | Nachrücker für Georg Keller                                             |
| Kassel           | NSDAP                       | Josef Kircher                          | Kaufmann                                                   | Fulda-Land-Hünfeld                           | Schriftführer                                                           |
| Wiesbaden        | NSDAP                       | August Klecha                          | Kaufmann                                                   | Frankfurt am Main                            |                                                                         |
| Kassel           | NSDAP                       | Fritz Kunzemann                        | Kreiskommunalkassenrendant                                 | Frankenberg                                  |                                                                         |
| Wiesbaden        | NSDAP                       | Karl Lange                             | Justizobersekretär                                         | Frankfurt am Main                            | stellv. Vorsitzender des Provinziallandtags                             |
| Wiesbaden        | NSDAP                       | Paul Lawaczeck                         | Apotheker                                                  | Limburg                                      |                                                                         |
| Wiesbaden        | NSDAP                       | Karl Linder                            | stellvertretender Gauleiter                                | Frankfurt am Main                            |                                                                         |
| Wiesbaden        | NSDAP                       | Hans Lommel                            | Arzt                                                       | Unterlahn                                    |                                                                         |
| Kassel           | NSDAP                       | Fritz Marquart                         | Oberförster                                                | Kassel-Stadt                                 | Legte sein Mandat nieder. Nachrücker war Helmuth Friedrichs             |
| Kassel           | NSDAP                       | Helmuth Friedrichs                     | Geschäftsführer                                            | Kassel-Stadt                                 | Nachrücker für Fritz Marquart                                           |
| Kassel           | NSDAP                       | Konrad Müller                          | Dipl.-Landwirt                                             | Hofgeismar                                   |                                                                         |
| Wiesbaden        | NSDAP                       | Karl Ohl                               | Landwirt                                                   | Unterwesterwald                              |                                                                         |
| Wiesbaden        | NSDAP                       | Ludwig Ott                             | Förster                                                    | Hanau-Stadt                                  |                                                                         |
| Kassel           | NSDAP                       | Karl Patry                             | Dipl.-Landwirt                                             | Hersfeld                                     |                                                                         |
| Kassel           | NSDAP                       | Otto Recknagel                         | Kaufmann                                                   | Schmalkalden                                 | Legte sein Mandat nieder. Nachrücker war Rudolf Holland                 |
| Kassel           | NSDAP                       | Rudolf Holland                         | Angestellter                                               | Schmalkalden                                 | Nachrücker für Otto Recknagel                                           |
| Wiesbaden        | NSDAP                       | Heinrich Reiner                        | Angestellter                                               | Frankfurt am Main                            |                                                                         |
| Kassel           | NSDAP                       | Heinrich Reinhardt                     | praktischer Arzt                                           | Eschwege                                     |                                                                         |
| Wiesbaden        | NSDAP                       | Georg Sauerbier                        | Landwirt                                                   | Wiesbaden                                    |                                                                         |
| Wiesbaden        | NSDAP                       | Wilhelm Schäfer                        | Landwirt                                                   | Hanau-Land                                   |                                                                         |
| Kassel           | NSDAP                       | Wilhelm Schaumlöffel                   | Mühlenbesitzer                                             | Wolfhagen                                    |                                                                         |
| Wiesbaden        | NSDAP                       | Richard Spieß                          | Metzgermeister                                             | Oberwesterwald                               |                                                                         |
| Wiesbaden        | NSDAP                       | Jakob Sprenger                         | Gauleiter                                                  | Frankfurt am Main                            |                                                                         |
| Kassel           | NSDAP                       | Stoevesand Hans-Joachim                | Schriftleiter                                              | Marburg-Stadt und -Land                      | Schriftführer                                                           |
| Kassel           | NSDAP                       | Wilhelm Thiele                         | Kriegsinvalide                                             | Dillenburg                                   |                                                                         |
| Wiesbaden        | NSDAP                       | Karl Uerpmann                          | Rechtsanwalt                                               | Frankfurt am Main                            |                                                                         |
| Kassel           | NSDAP                       | Karl Weinrich                          | Obersteuersekretär, Gauleiter                              | Kassel-Stadt                                 | Legte sein Mandat nieder. Nachrücker war Rudolf Sempf                   |
| Kassel           | NSDAP                       | Rudolf Sempf                           | Drogist                                                    | Kassel-Stadt                                 | Nachrücker für Karl Weinrich                                            |
| Wiesbaden        | NSDAP                       | Heinrich Wilhelm Wirth                 | Landwirt                                                   | Obertaunuskreis                              |                                                                         |
| Wiesbaden        | NSDAP                       | Kurt Wirth                             | Rechtsanwalt                                               | Frankfurt am Main                            |                                                                         |
| Wiesbaden        | NSDAP                       | Friedrich Zimpelmann                   | Schornsteinfegermeister                                    | Untertaunus                                  |                                                                         |
| Wiesbaden        | SPD                         | Wilhelm Apel                           | Landrat                                                    | Main-Taunus-Kreis                            |                                                                         |
| Wiesbaden        | SPD                         | Otto Etz                               | Former                                                     | Frankfurt am Main                            |                                                                         |
| Wiesbaden        | SPD                         | Friedrich Fischer                      | Geschäftsführer                                            | Wetzlar                                      |                                                                         |
| Wiesbaden        | SPD                         | Otto Haese                             | Rechtsanwalt                                               | Wiesbaden                                    |                                                                         |
| Kassel           | SPD                         | Friedrich Hofacker                     | Bezirksleiter                                              | Kreis Kassel-Stadt                           |                                                                         |
| Kassel           | SPD                         | Friedrich Holzapfel                    | Lehrer                                                     | Hersfeld                                     | Legte sein Mandat nieder. Nachrücker war Valentin Münzel                |
| Kassel           | SPD                         | Valentin Münzel                        | Landwirt, Bürgermeister                                    | Hersfeld                                     | Nachrücker für Friedrich Holzapfel                                      |
| Kassel           | SPD                         | Eugen Kaiser                           | Landrat i. e. R.                                           | Kreis Hanau-Land                             |                                                                         |
| Wiesbaden        | SPD                         | Karl Kirchner                          | Städtischer Beamter                                        | Frankfurt am Main                            |                                                                         |
| Kassel           | SPD                         | Karl Küllmer                           | Gewerkschaftssekretär                                      | Eschwege                                     | Legte sein Mandat nieder. Nachrücker war Otto Pipper                    |
| Kassel           | SPD                         | Otto Pipper                            | Fabrikarbeiter                                             | Eschwege                                     | Nachrücker für Karl Küllmer                                             |
| Wiesbaden        | SPD                         | Otto Misbach                           | Gewerkschaftssekretär                                      | Frankfurt am Main                            |                                                                         |
| Kassel           | SPD                         | Ludwig Pappenheim                      | Redakteur                                                  | Kreis Schmalkalden                           |                                                                         |
| Kassel           | SPD                         | Fritz Precht                           | Büroangestellter                                           | Kassel-Land                                  |                                                                         |
| Wiesbaden        | SPD                         | Johann Rebholz                         | Kaufmann                                                   | Kreis Frankfurt am Main                      |                                                                         |
| Wiesbaden        | SPD                         | August Rosenkranz                      | Maurermeister                                              | Oberlahn                                     |                                                                         |
| Wiesbaden        | SPD                         | Hermann Schaub                         | Bürgermeister                                              | Dillkreis                                    |                                                                         |
| Kassel           | SPD                         | Benno Schubert                         | Bürgermeister                                              | Wahlbezirk Marburg-Stadt und -Land           | Legte sein Mandat nieder. Nachrücker war Georg Riehm                    |
| Kassel           | SPD                         | Georg Riehm                            | Geschäftsführer                                            | Wahlbezirk Marburg-Stadt und -Land           | Nachrücker für Benno Schubert                                           |
| Kassel           | SPD                         | Georg Thöne                            | Vorsitzender des Vorstandes der Landesversicherungsanstalt | Eschwege                                     |                                                                         |
| Kassel           | SPD                         | Heinrich Treibert                      | Landrat i. e. R.                                           | Fritzlar                                     | Legte sein Mandat nieder. Nachrücker war Konrad Freudenstein            |
| Kassel           | SPD                         | Konrad Freudenstein                    | Bürgermeister i. R.                                        | Fritzlar                                     | Nachrücker für Heinrich Treibert                                        |
| Wiesbaden        | SPD                         | Richard Wick                           | Lagerhalter                                                | Obertaunus                                   |                                                                         |
| Kassel           | SPD                         | Christian Wittrock                     | Verwaltungsdirektor                                        | Kassel-Stadt                                 | Legte sein Mandat nieder. Nachrücker war Karl Herrmann                  |
| Kassel           | SPD                         | Karl Herrmann                          | Eisendreher                                                | Kassel-Stadt                                 | Nachrücker für Christian Wittrock                                       |
| Wiesbaden        | Zentrum                     | Heinrich Dahlhoff                      | Rektor                                                     | Obertaunus                                   |                                                                         |
| Kassel           | Zentrum                     | Franz Danzebrink                       | Oberbürgermeister                                          | Fulda-Stadt                                  |                                                                         |
| Wiesbaden        | Zentrum                     | Lorenz Ernst                           | Studiendirektor                                            | Frankfurt am Main                            |                                                                         |
| Kassel           | Zentrum                     | Karl Herbert                           | Landwirt, Bürgermeister                                    | Fulda-Land-Hünfeld                           |                                                                         |
| Wiesbaden        | Zentrum                     | Jakob Husch                            | Oberpostsekretär                                           | Kreis Frankfurt am Main                      |                                                                         |
| Wiesbaden        | Zentrum                     | Karl Kaesberger                        | Redakteur                                                  | Oberwesterwald                               |                                                                         |
| Wiesbaden        | Zentrum                     | Peter Kunz                             | Rektor                                                     | Main-Taunus                                  |                                                                         |
| Wiesbaden        | Zentrum                     | Joseph Lamay                           | Caritasdirektor                                            | Limburg                                      |                                                                         |
| Kassel           | Zentrum                     | Wilhelm Linker                         | Bürgermeister i. R.                                        | Kreis Marburg-Land, Marburg-Stadt, Kirchhain |                                                                         |
| Wiesbaden        | Zentrum                     | Joseph Massenkeil                      | Studienrat                                                 | Wiesbaden                                    |                                                                         |
| Kassel           | Zentrum                     | Johannes Mühl                          | Arzt                                                       | Gelnhausen                                   |                                                                         |
| Wiesbaden        | Zentrum                     | Edmund Pnischeck                       | Bürgermeister                                              | Rheingaukreis                                |                                                                         |
| Wiesbaden        | Zentrum                     | Heinrich Roth                          | Bürgermeister                                              | Unterwesterwaldkreis                         |                                                                         |
| Kassel           | Zentrum                     | Wigbert Sondergeld                     | Rektor                                                     | Fulda-Land-Hünfeld                           |                                                                         |
| Wiesbaden        | Zentrum                     | Theodor Sznurkowski                    | Kürschner                                                  | Kreis Frankfurt am Main                      |                                                                         |
| Wiesbaden        | KPD                         | Adolf Ballmann                         | Schreiner                                                  | Wiesbaden                                    |                                                                         |
| Wiesbaden        | KPD                         | Konrad Lang                            | Monteur                                                    | Kreis Frankfurt am Main                      |                                                                         |
| Wiesbaden        | KPD                         | Adolf Müller                           | Bauhilfsarbeiter                                           | Hanau-Stadt                                  |                                                                         |
| Wiesbaden        | KPD                         | Wilhelm Nickel                         | Stukkateur                                                 | Frankfurt am Main                            |                                                                         |
| Kassel           | KPD                         | Richard Tölle                          | Arbeiter                                                   | Kassel-Stadt                                 |                                                                         |
| Kassel           | KPD                         | Friedrich Wörner                       | Silberarbeiter                                             | Hanau-Land                                   |                                                                         |
| Wiesbaden        | Kampffront Schwarz-Weiß-Rot | Karl Broll                             | Brunnenbesitzer, Landwirt                                  | Wetzlar                                      |                                                                         |
| Kassel           | Kampffront Schwarz-Weiß-Rot | Fritz Hartwig                          | Landwirt                                                   | Frankenberg                                  | Schriftführer. Legte sein Mandat nieder. Nachrücker war Richard Wegmann |
| Kassel           | Kampffront Schwarz-Weiß-Rot | Richard Wegmann                        | Landwirt                                                   | Frankenberg                                  | Nachrücker für Fritz Hartwig                                            |
| Kassel           | Kampffront Schwarz-Weiß-Rot | Fritz Kupfrian                         | Bürgermeister                                              | Dillenburg                                   |                                                                         |
| Wiesbaden        | Kampffront Schwarz-Weiß-Rot | Willi Mietens                          | Direktor                                                   | Frankfurt am Main                            |                                                                         |
| Kassel           | Kampffront Schwarz-Weiß-Rot | Karl Rüdiger                           | Landwirt                                                   | Korbach-Arolsen-Wildungen                    |                                                                         |
| Kassel           | Kampffront Schwarz-Weiß-Rot | August Sonnenschein                    | Buchhändler                                                | Kassel-Stadt                                 |                                                                         |
| Wiesbaden        | Kampffront Schwarz-Weiß-Rot | Wilhelm Freiherr von Stein-Liebenstein | Amtsgerichtsrat                                            | Wiesbaden                                    |                                                                         |